# حشره‌خوار ریزجثه ساحلی
 حشره‌خوار ریزجثه ساحلی (نام علمی: Crocidura pasha) نام یک گونه از سرده حشره‌خوارهای دندان‌سفید است.